# Маму нужно любить
«Маму нужно любить» (яп. 母を恋はずや, Haha wo kowazuya; англ. A Mother Should be Loved) — немой фильм режиссёра Ясудзиро Одзу, вышедший на экраны в 1934 году. Первый и последний рулоны плёнки были утеряны, сохранилась лишь середина фильма.

## Сюжет
После смерти отца Тиэко полностью берёт на себя заботу о двух сыновьях — старшем Садао и младшем Косаку. Она старается заботиться о них одинаково и никому не отдавать предпочтения, хотя Садао родился ещё в первом браке отца. Уже будучи студентом, сын узнаёт правду о своём происхождении, что становится для него большим ударом. Благодаря вмешательству дяди Окадзаки, старого друга отца, Садао примиряется с матерью. Проходит несколько лет, и семья оказывается в весьма стеснённых в денежном плане обстоятельствах. Мать, однако, скрывает это от Садао, и когда последний узнаёт об этом, упрекает её в том, что она относится к нему не так, как к Косаку. Объявив, что больше не хочет иметь ничего общего с этой семьёй, Садао уходит из дома. Тиэко объясняет младшему сыну, что Садао поступил так, чтобы облегчить им жизнь и не быть обузой, ведь он не её сын и формально она не должна заботиться о нём. Несмотря на уговоры, Садао отказывается вернуться домой. Лишь после разговора с пожилой служанкой он принимает решение воссоединиться с семьёй.

## В ролях
- Мицуко Ёсикава — Тиэко, мать
- Дэн Обината — Садао, старший сын
- Кодзи Мицуи — Косаку, младший сын
- Синъё Нара — Окадзаки
- Кёко Мицукава — Кадзуко
- Тисю Рю — Хаттори
- Тёко Иида — служанка
- Юкити Ивата — Кадзивара, отец (отрывок с его участием утерян)

## О фильме
Фильм снимался с марта по май 1933 года и вышел на экраны 11 мая 1934 года. Оригинальная история была написана Ясудзиро Одзу под псевдонимом Комия Сютаро (это же имя будет использовано и в сценарии «Токио — хорошее место», производство которого начнётся в следующем году, но будет прервано). Сценарий киноленты имел и второе (рабочее) название — «Токийские сумерки» (Tokyo boshaku); снятый фильм состоял из девяти частей, но до наших дней сохранились только семь, отсутствуют первая и девятая (соответственно — начало и концовка). По сохранившемуся сценарию известно о том, что происходило в утерянных частях.
Фильм начинался с цитаты поэта Яманоуэ-но Окура: «Золото, серебро и драгоценные камни — ничто, важнейшая наша ценность — дети». В первой части киноленты подробно показаны радостные сцены счастливой жизни семьи преуспевающего главы семейства. После его смерти от сердечного приступа жене и детям приходится освободить шикарную квартиру, обставленную европейской мебелью, и перебраться в более скромный дом в японском стиле. Здесь нужно отметить, что и сам режиссёр в этот период своего творчества переходит от показа прозападного образа жизни в своих картинах к воссозданию на экране национальных особенностей японского быта.
Сам Одзу заявлял, что развал семьи является главной темой этой ленты. Эту тему режиссёр будет развивать на протяжении всей своей дальнейшей творческой карьеры. Этот фильм был для постановщика во многом очень личным, во время съёмок у Одзу также умер отец, и он остался жить с матерью, что наводит на некие параллели между жизнью кинорежиссёра и темой его работы.
Дональд Ричи, американский биограф Одзу, напишет об излишнем мелодраматизме сюжета. Однако, этот, быть может, не самый важный в его творческой карьере фильм интересен прежде всего тем, что показывает, как Одзу только начинает затрагивать тему разлада семейных отношений и разобщённости поколений, которую будет развивать в своих послевоенных шедеврах. Ясудзиро Одзу использует здесь свои излюбленные приёмы, концентрируя внимание зрителя на деталях: сушащееся на верёвках бельё, часы, фабричные трубы, поезд и уже привычные в его работах плакаты и киноафиши (которые всегда о чём-то говорят, а не просто являются украшением интерьера).
|  |  |

В одном из кадров фильма позади матери виден немецкий плакат 1934 года, посвящённый 300-летнему юбилею театрализованных постановок «Страстей Христовых» (Oberammergauer Passionsspiele  (нем.)) в немецком городке Обераммергау, находящемся в горных районах Баварии. В 1633 году жители этой тогда ещё деревушки были на грани вымирания от чумы, унёсшей к тому моменту треть населения. И тогда все поселенцы взмолились, дав обещание, что если чума обойдёт это местечко стороной, они регулярно будут устраивать спектакль-мистерию «Страсти Христовы». Поскольку эпидемия чумы действительно прошла, то, начиная со следующего, 1634 года, раз в 10 лет в Обераммергау устраивают представление, актёрами в котором выступают сами горожане. Трёхсотлетнее празднование этого мероприятия, рекламировавшееся на плакате, было использовано нацистами, как часть их большой антисемитской кампании, а сам Гитлер даже присутствовал на одном из представлений. Одзу, конечно, не мог знать о посещении Гитлером этого мероприятия. Фильм был выпущен на экраны в мае 1934 года, в то время как фюрер посетил Oberammergauer Passionsspiele лишь в августе того же года. Без всего этого исторического багажа, произошедшего уже после выхода киноленты, режиссёр, как предполагается, использовал плакат с крестом в качестве намёка на то, что героиня (мать) придерживается христианского принципа самопожертвования.
В противовес этому, в борделе, где Садао проводит время, уйдя из семейного дома, стены обклеены афишами голливудских и европейских фильмов. Постер ленты «Дождь» (1932, режиссёр Льюис Майлстоун), весьма к месту, так как героиня фильма в исполнении Джоан Кроуфорд (чей портрет крупным планом мы видим на плакате) — проститутка, которую пытаются поставить на путь очищения души.
Британский критик Александр Джейкоби отмечает тематические сходства между «Маму нужно любить» и лентой режиссёра Жюльена Дювивье «Рыжик» (1932), повествующей о мальчике, которого не любят собственные родители. Как и в случае с плакатом к 300-летию Oberammergauer Passionsspiele, история появившегося у Одзу в кадре киноплаката к «Рыжику» смотрится более остро с позиций сегодняшних дней. Актёр Робер Линен, исполнивший заглавную роль, в 1944 году был казнён гестаповцами за участие во французском Сопротивлении.
Кроме того, в фильме появляются постеры немецко-австрийской киноленты «Дочь полка» (1933, режиссёр Карл Ламач, с участием чешской актрисы Анни Ондра, известной более всего по главной роли у Альфреда Хичкока в «Шантаже») и экранизации «Дон Кихота», снятой в 1933 году великим немецким режиссёром Георгом Вильгельмом Пабстом с Фёдором Шаляпиным в заглавной роли.
Предполагается, что режиссёр, введя образ уборщицы в борделе (в исполнении замечательной актрисы Тёко Ииды), провел тем самым параллели с фильмом «Выше холма» (Over the Hill, 1920), в котором рассказывается о матери, отвергнутой собственными детьми и вынужденной работать уборщицей в доме для престарелых. Героиня Тёко Ииды, убирая в комнате, где остановился Садао, также жалуется ему на то, что не нужна своим детям.